# Satish Kumar
Satish Kumar (ur. 9 sierpnia 1936 w Radżastanie w Indiach) – ekolog, aktywista na rzecz pokoju i wydawca pochodzenia hinduskiego zamieszkały w Wielkiej Brytanii. Były mnich dźinijski, zwolennik rozbrojenia nuklearnego, wydawca czasopisma Resurgence & Ecologist. Pomysłodawca, współzałożyciel i dyrektor programowy (1991–2010) międzynarodowej szkoły wyższej o orientacji ekologicznej Schumacher College oraz współzałożyciel lokalnej szkoły średniej The Small School. Członek zarządu (Vice-President) Royal Society for the Prevention of Cruelty to Animals (RSPCA) oraz Our Future Planet, posiadacz trzech doktoratów honoris causa: edukacja (2000), literatura (2001) i prawo (2009). Znany z 8000-milowego (12880 km) „marszu pokoju” odbytego w 1962–1964 do stolic czterech państw posiadających broń atomową: Moskwy, Paryża, Londynu i Waszyngtonu. 

## Poglądy
Satish Kumar, podobnie jak Mahatma Gandhi, opowiada się za brakiem przemocy (non violence). Jest zdania, że brak równowagi pomiędzy ekonomią i ekologią przyczynia się do braku poczucia szczęścia u ludzi. Najszczęśliwsi ludzie, jakich widział w Wielkiej Brytanii, to ci żyjący blisko ziemi; a także ci, którzy używają pracy rąk – rzemieślnicy.
Opowiada się za holistyczną edukacją, w duchu trzech H: Head, Heart, Hands (Głowa, Serce, Ręce). Uważa, że do rozwoju człowieka potrzebna jest zarówno nauka, jak i duchowość, i przytacza myśl Einsteina: „Nauka bez duchowości jest ślepa, a duchowość bez nauki jest nieprzekonująca” (Science without spirituality is blind, and spirituality without science is lame). Duchowość prowadzi do wyznawania właściwych wartości, ale bez nauki prowadzi do destruktywnego dogmatyzmu i fundamentalizmu.
Popiera sprawiedliwy handel, lokalną gospodarkę, rolnictwo ekologiczne, i użycie zasobów odnawialnych. Jest zdania, że szacunek dla natury powinien być w centrum wszystkich negocjacji politycznych. W odpowiedzi na krytykę jego celów jako nierealistycznych, odpowiedział:

Spójrzcie, co zrobili dla nas realiści. Doprowadzili do wojen i zmian klimatu, biedy na niewyobrażalną skalę, i kompletnej zagłady ekologicznej. Połowa ludzkości chodzi spać głodna przez wszystkich tych realistycznych przywódców świata. Mówię ludziom, którzy nazywają mnie nierealistycznym, żeby mi pokazali, co zrobił ich realizm. Realizm jest przestarzałą, naciąganą i kompletnie przesadzoną koncepcją.

(Look at what realists have done for us. They have led us to war and climate change, poverty on an unimaginable scale, and wholesale ecological destruction. Half of humanity goes to bed hungry because of all the realistic leaders in the world. I tell people who call me "unrealistic" to show me what their realism has done. Realism is an outdated, overplayed and wholly exaggerated concept.).

Jego 8000-milowy marsz pokojowy, wydawanie czasopisma Resurgence przez 40 lat, prowadzenie The Small School i Schumacher College w Dartington są dowodami, że hinduska filozofia prostoty może sprawdzić się w zachodniej kulturze.

## Młodość
Satish Kumar urodził się w mieście Sri Dungargarh, w Radżastanie, w Indiach. Dzięki wpływom matki poznał zasady non violence praktykowane przez mnichów dźinijskich. W wieku 9 lat opuścił rodzinę i został mnichem dźinijskim. Mając tylko odzież na zmianę i miskę żebraczą chodził od wsi do wsi żebrząc. Jako 18-latek, w wyniku lektury książki Gandhiego, uciekł z zakonu żebrzącego, i został uczniem Vinoby Bhave, znanego zwolennika Gandhiego i jego idei non violence oraz reform rolnych (ruch Bhoodan).

## 8000-milowy marsz pokoju
Zainspirowany postawą obywatelskiego nieposłuszeństwa filozofa i działacza na rzecz pokoju Bertranda Russella, skazanego w wieku 90 lat na tydzień więzienia za protesty przeciwko bombie atomowej (1961), w 1962 Satish Kumar i jego przyjaciel E. Prabhakar Menon postanowili podjąć marsz pokojowy z Indii do czterech stolic świata mających broń nuklearną: Moskwy, Paryża, Londynu i Waszyngtonu. Nazwali go Pilgrimage for peace (Pielgrzymstwem dla pokoju) i postanowili nie brać ze sobą żadnych pieniędzy. 
Marsz rozpoczęli w Bangalore, gdzie Vinoba Bhave dał im dwa „dary”, które miały ich chronić: nieposiadanie pieniędzy w żadnym momencie marszu i wegetarianizm. W Pakistanie spotkali się z bardzo miłym przyjęciem, pomimo antypatii do Hindusów wynikającej z historycznych zatargów Pakistanu z Indiami. Udali się następnie do Armenii, Gruzji, przez Kaukaz i Przełęcz Chajberską. Podróżując pieszo, bez pieniędzy – zatrzymywali się gdziekolwiek ktoś oferował im posiłek lub nocleg. Odwiedzili Moskwę, Paryż, Londyn i Waszyngton.
W drodze do Moskwy spotkali dwie kobiety obok fabryki herbaty. Kiedy wyjaśnili cel swojej podróży, jedna z nich dała im cztery torebki herbaty, aby dostarczyli każdą z nich do jednego z czterech przywódców czterech potęg nuklearnych świata wraz z przesłaniem: „Kiedy pomyślisz, że musisz wcisnąć guzik, zatrzymaj się na minutę i napij się świeżej herbaty” (“when you think you need to press the button, stop for a minute and have a fresh cup of tea”). To zdarzenie było dla pielgrzymów dodatkową inspiracją w podróży i stało się częściowo jej powodem. Wszystkie cztery torebki herbaty udało się dostarczyć właściwym przywódcom mocarstw nuklearnych. Trwająca dwa i pół roku podróż jest opisana w książce Satisha Kumara pt. No Destination.

## Kolejne marsze
W 1986 50-letni już Satish Kumar podjął kolejny marsz, ponownie bez pieniędzy: 2000 mil (ok. 3220 km) do świętych miejsc Wielkiej Brytanii. Uważał go za wyraz jego miłości do życia i natury. W 1997 wybrał się na pieszą pielgrzymkę wokół świętej góry Kajlas w Tybecie (52 km). We wrześniu 2008 prowadził 5-dniowy kurs w Schumacher College w Totnes pt. „Walk with the Earth Pilgrim: Satish Kumar”, podczas którego uczestnicy mieli chodzić różnymi szlakami do oddalonego o kilka mil Parku Narodowego Dartmoor „jako pielgrzymi, nie turyści”, dla „odnowienia ducha” i „zjednoczenia z naturą”. Dartmoor jest ulubionym miejscem Kumara, w którym od 40 lat co roku odkrywa coś nowego.
Jako motto swoich pieszych wypraw przytacza pogląd Friedricha Nietzschego: „nigdy nie ufaj myślom, które nie przyszły ci do głowy w trakcie spaceru” ("never trust a thought that didn't come by walking"), i dodaje: „Kiedy chodzisz, masz kontakt z ziemią, naturą, osami, owadami, wszystkim. W samochodzie czy pociągu albo samolocie, jesteś od nich oddzielony. Chodzisz, aby się połączyć”. ("When you walk, you are in touch with the earth, with nature, the wasps, the insects, everything. In a car or a train or a plane, you are disconnected. You walk to connect yourself."). Powołuje się też na tradycję chodzenia począwszy od Buddy, który chodził aby oświecić ludzi; poprzez marsze Gandhiego w celu uzyskania niepodległości Indii; po marsz Vinoby na przestrzeni 100.000 mil, który miał nakłonić właścicieli ziemskich do oddania ziemi ubogim (w rezultacie 4 mln akrów ziemi zostało oddanych ludziom nieposiadającym ziemi); i wreszcie popularnych pielgrzymek po Indiach w celu zdobycia oświecenia. 

## The Small School
Nie chcąc posyłać swojego wówczas 10-letniego syna do pobliskiej szkoły średniej, mającej 2000 uczniów, odległej o 13 mil, i do której musiałby dojeżdżać 2 godziny – Satish Kumar, wraz z rodzicami dziewięciorga dzieci z okolicy, we wrześniu 1982 założył w Hartland szkołę The Small School, zgodnie z wizją małej, lokalnej szkoły wyrażoną przez autora Small is Beauituful, ekonomisty E.F. Schumachera. W ciągu kilku tygodni poprzez fundraising Satish Kumar zgromadził środki na zakup budynku szkolnego. Wybór przedmiotów inspirowany był naukami Mahatmy Gandhiego, który wprowadził do podstawowej edukacji w Indiach sprzątanie, ogrodnictwo i gotowanie. W przyszkolnym ogrodzie uczniowie uprawiają żywność na swoje posiłki i sami je przygotowują. Uczniowie także sprzątają, dekorują szkołę i robią drobne remonty; wybudowali też dodatkowe pomieszczenie. Program szkolny ma trzy działy: intelektualny (nauka, matematyka, angielski, francuski), wyobraźnia (sztuka, kultura, muzyka, malarstwo, fotografia) oraz zajęcia praktyczne (ekologia, środowisko, wychowanie fizyczne, joga) i manualne (garncarstwo czy obróbka drewna). Satish Kumar jest zdania, że od natury można się nauczyć wszystkiego, dlatego zajęcia jednego dnia w tygodniu odbywają się w terenie. Jednorazowo w szkole może uczyć się do 40 uczniów. Od 1982 do szkoły uczęszczało łącznie ok. 300 uczniów. The Small School jest jedną z najmniejszych szkół w Anglii.

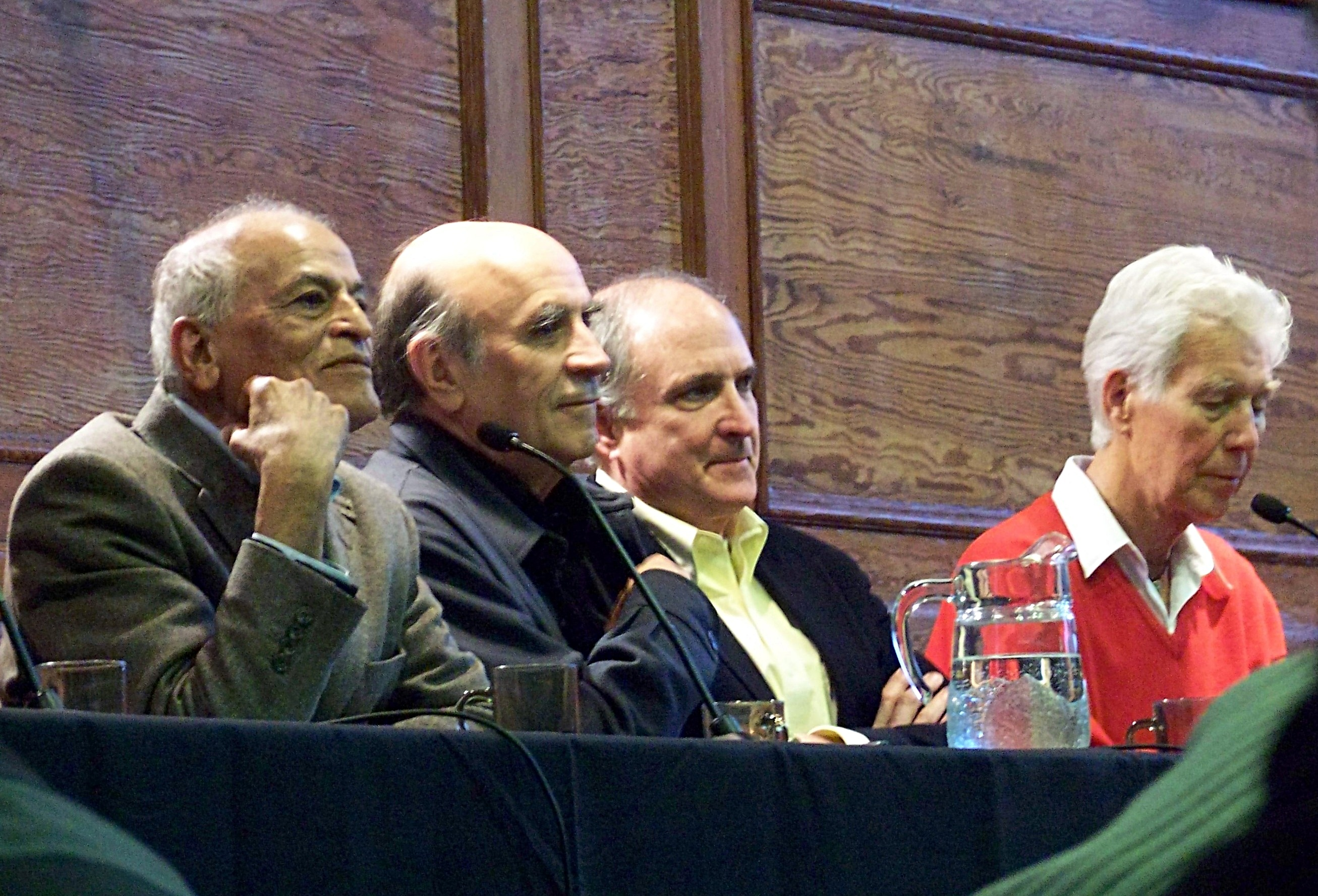
Satish Kumar, Gustavo Esteva, David Orr, Brian Goodwin

## Media
Kumar jest redaktorem naczelnym czasopisma Resurgence & Ecologist, powstałego z połączenia czasopisma Resurgence istniejącego od 1973, określanego jako duchowy i artystyczny organ ruchu, oraz The Ecologist w 2012. Czyni go to najdłużej pracującym w jednej redakcji (40 lat w 2013) wydawcą czasopisma w Anglii. 
Wystąpił w odcinku "Thought for the Day" audycji radiowej Today w BBC Radio 4, i był gościem Sue Lawley w programie BBC Radio 4 pt. Desert Island Discs (2005). 
Jest przedstawiony w 50-minutowym filmie dokumentalnym BBC Two o Dartmoor pt. Earth Pilgrim z serii Natural World (2008), który obejrzało ponad 3,6 miliona widzów; dostępne jest też DVD wydane przez BBC Two. 
Na konferencji TEDx w Exeter 20 kwietnia 2012 zorganizowanej pod hasłem Sustainability and Our Interconnected World Satish Kumar wygłosił wykład pt. Soil, Soul and Society.

## Książki
- No Destination: An Autobiography (2004) [1978], Green Books, ISBN 978-1-870098-89-2
- You Are, Therefore I Am: A Declaration of Dependence (2002), Green Books, ISBN 978-1-903998-18-2
- The Buddha and the Terrorist: The Story of Angulimala (2006), Algonquin Books, ISBN 978-1-56512-520-9
- Spiritual Compass: The Three Qualities of Life (2008), Green Books/Finch Publishing, ISBN 978-1-876451-94-3
- Earth Pilgrim in conversation with Echann Deravy i Maya Kumar Mitchell (2009), Green Books, ISBN 978-1-900322-57-7
- We Are One: A Celebration of Tribal Peoples (autor jednego z esejów) (2009), Survival International[24]

## Życie rodzinne
Od 1973 Satish Kumar mieszka w Anglii w Hartland w hrabstwie Devon, wraz z partnerką June Mitchell i synem Mukti Kumar Mitchell.

## Wyróżnienia
- lipiec 2000: honorowy doktorat w dziedzinie edukacji na University of Plymouth[3]
- lipiec 2001: honorowy doktorat w dziedzinie literatury na University of Lancaster[3]
- listopad 2001: Jamnalal Bajaj International Award for Promoting Gandhian Values Abroad[3]
- lipiec 2009: honorowy doktorat w dziedzinie prawa na University of Exeter[4][26]